# Melitoma marginella
Melitoma marginella är en biart som först beskrevs av Cresson 1872.  Melitoma marginella ingår i släktet Melitoma och familjen långtungebin. Inga underarter finns listade i Catalogue of Life.